# Мохаммад Алірезаї
Мохаммад Алірезаї (27 липня 1985) — іранський плавець.
Учасник Олімпійських Ігор 2008 року.
Переможець Азійських ігор 2005 року.